# Ákos Barcsay
Ákos Barcsay de Nagybarcsa (en húngaro: Barcsay Ákos) (se pronuncia: "Bárchai") (1610 – Kozmatelke, Transilvania, julio de 1661). Noble húngaro, Príncipe de Transilvania (1658–1660).

## Biografía
Nació en una prominente familia noble húngara en Transilvania. Su padre, Alejandro Barcsay de Nagybarcsa (1593-1637), era alispán de la provincia de Hunyad, su madre era la noble Elisabet Palatics. Barcsay llevó a cabo una amplia carrera diplomática bajo el gobierno de Jorge Rákóczi I y fungió de mediador entre católicos y protestantes. Bajo el gobierno de Jorge Rákóczi II, Barcsay fue nombrado en 1657 regente transilvano junto con Francisco Rhédey y Esteban Serédy, puesto que el Príncipe condujo una campaña militar contra Polonia sin autorización del sultán otomano.
De esta forma, el 25 de octubre de 1657, Rhédey fue elegido Príncipe transilvano, y Jorge Rákóczi II destituido. Sin embargo, en 1658, renunció nuevamente a su cargo en favor de Jorge Rákóczi II, quien dirigió un alzamiento militar. Ákos Barcsay fue elegido su sucesor, el cual comenzó una nueva campaña por el trono.  

### Príncipe de Transilvania
Barcsay aceptó el nombramiento de Príncipe el 14 de septiembre de 1658, por iniciativa del Gran Visir de Buda, Mehmed Köprülü. Para asegurar la paz, Ákos prometió un enorme impuesto a los otomanos, entregándoles también varios territorios húngaros y prometiendo la captura de varios voivodas valacos y del propio Jorge Rákóczi II, con lo que logró que las tropas turcas se retirasen en octubre del mismo año.
Para proteger el Principado, Barcsay viajó al vilayato de Temesvár, en septiembre de 1659, y se reunió con el pachá, asegurándose la paz. Mientras tanto Rákóczi entró en Transilvania con un ejército y se hizo nombrar nuevamente Príncipe el 27 de septiembre de 1659. Pronto las fuerzas turcas actuaron y se libraron varoas batallas contra Rákóczi, quien falleció luego de la batalla de Százfenes del 22 de mayo de 1660. Por otra parte, por el retraso del pago del impuesto de Transilvania a los turcos, de inmediato Barcsay fue puesto bajo arresto domiciliario y para finales de agosto fue liberado tras cancelar una parte del pago.
Los nobles húngaros comenzaron pronto a apoyar a Juan Kemény, un reconocido guerrero de la época de Jorge Rákóczi II, y después de varias batallas, Barcsay pactó con Kemény. Para evitar mayores conflictos, el Príncipe renunció a su cargo el 31 de diciembre de 1660 en favor del otro noble.
Para evitar que los turcos hallasen otro aliado a quien colocar a la cabeza de Transilvania, Kemény hizo capturar a Barcsay y sus hombres lo asesinaron a principios de julio de 1660.
| Predecesor: Francisco Rhédey | Príncipe de Transilvania 1658-1660 | Sucesor: Juan Kemény |